# Head Not Found
Head Not Found – norweska wytwórnia muzyczna, będąca częścią Voices Music & Entertainment i zajmująca się wydawaniem oraz promocją płyt wykonawców metalowych.

## Artyści
Zestawienie artystów i płyt wydanych z pomocą Head Not Found:
| Zespół                 | Albumy                                                          |
| ---------------------- | --------------------------------------------------------------- |
| 122 Stab Wounds        | The Deity of Perversion (1996)                                  |
| Adorior                | Like Cutting the Sleeping (1998)                                |
| Alastis                | The Just Law (1992)                                             |
| Atrox                  | Mesmerised (1997)                                               |
| Black Lodge            | Covet (1995)                                                    |
| Black Wreath           | A Pyre of Lost Dreams (2009)                                    |
| Carpe Tenebrum         | Majestic Nothingness (1997)                                     |
| Cobolt 60              | Meat Hook Ballet (2002)                                         |
| Crest of Darkness      | Quench My Thirst (1996), Sinister Scenario (1997)               |
| Cybele                 | Brightly Blackhearted (1998), Songs of Soil (1999)              |
| Disgusting             | Shapeshifterbirthblues (1995), Disgusting (1996)                |
| Enslavement of Beauty  | Traces O' Red (1999), Megalomania (2001)                        |
| Forlorn                | Forlorn (1996), The Crystal Palace(1997)                        |
| Gehenna                | First Spell (1994)                                              |
| Grievance              | Grievance (1998), The Phantom Novels (1999)                     |
| Hemlock                | Funeral Mask (1997), Crush the Race of God (1998)               |
| Kvikksølvguttene       | Gamlem (1997), Krieg (1997)                                     |
| Netherworld            | Netherworld (1996)                                              |
| Nightmare Visions      | Suffering From Echoes (1994)                                    |
| Notre Dame             | Coming Soon to a Théatre Near You (1998)                        |
| Paradigma              | Mare Veris (1995), Skadi (1996)                                 |
| Pazuzu                 | And All Was Silent... (1994)                                    |
| Ragnarok               | Nattferd (1995), Arising Realm (1997), Diabolical Age (2000)    |
| Styggmyr               | World Massacre (2003), Hellish Blasphemy (2005)                 |
| The 3rd and the Mortal | Tears Laid in Earth (1994), Sorrow (1994)                       |
| The Darksend           | Unsunned (1996)                                                 |
| Trelldom               | Til Evighet... (1995)                                           |
| Troll                  | The Last Predators (2000), Universal (2001)                     |
| Twin Obscenity         | Where Light Touches None (1997)                                 |
| Ulver                  | Bergtatt - Et Eeventyr i 5 Capitler (1995), Kveldssanger (1996) |
| Usurper                | Diabolosis (1995)                                               |
| Valhall                | Moonstoned (1995), Heading For Mars (1997)                      |
| Wåttamezz              | Soulfuel (2006)                                                 |
| Windir                 | Sóknardalr (1997), Arntor (1999), 1184 (2001), Likferd (2003)   |